# Dawson Turner
Dawson Turner (18 de outubro de 1775 – 21 de junho de 1858) foi um botânico, banqueiro e um antiquário amador britânico.